# جالیق (بزکش)
جالیق یکی از روستاهای استان آذربایجان شرقی است که در دهستان بزکش بخش مرکزی شهرستان اهر واقع شده‌است.این روستا ۴۷ نفر جمعیت دارد.